# 吳慶勳
吳慶勳（韓語：오경훈），韓國電視劇導演。

## 作品

### 電視劇
- 2003年：MBC《情書》
- 2004年：MBC《火鳥》
- 2006年：MBC《姊姊》
- 2010年：MBC《快樂我的家》
- 2015年：MBC《媽媽》
- 2017年：MBC《小偷傢伙，小偷大人》
- 2020年：MBC《當我最漂亮的時候》

### 製作作品
- 2006年：MBC《姊姊》

### 總製作作品
- 2008年：MBC《大韓民國的律師》
- 2008年：MBC《貝多芬病毒》
- 2008年：MBC《急診室的春天》

## 外部連結
- NAVER搜索